# Lucas Pope
Lucas Pope est un concepteur américain de jeu vidéo qui habite au Japon, rendu célèbre pour deux jeux indépendants qu'il a réalisés en tant que seul développeur et qui ont reçu un excellent accueil critique : Papers, Please, sorti en 2013, et Return of the Obra Dinn, sorti en 2018.

## Biographie
Dans son adolescence, Lucas Pope fait ses armes de moddeur sur les jeux des tout premiers ordinateurs Macintosh. Il étudie ensuite à l'université américaine Virginia Tech.
Il s'installe à Santa Monica et commence sa carrière professionnelle en tant que développeur chez Naughty Dog où il développera Uncharted: Drake's Fortune et sa suite Uncharted 2: Among Thieves. Entre-temps, Lucas Pope s'est marié avec une Japonaise et aspire à réaliser des jeux plus intimistes. Alors que le troisième épisode de Nathan Drake est en cours de développement, il décide de quitter Naughty Dog en 2010.
Son premier jeu en tant qu'indépendant, la dystopie d'inspiration totalitaire Papers, Please, sortie en 2013, auréole Pope d'un très grand succès critique et commercial. Il se sent alors submergé par la pression de produire un successeur à son titre récompensé par de nombreux prix, mais parvient au bout d'un temps à s'en défaire : « J'imagine que ça a duré si longtemps que j'ai perdu l'énergie de m'en inquiéter ». Il ne souffre cependant d'aucune contrainte d'argent ou de temps, fait rare dans l'industrie, puisque les ventes de Papers, Please continuent de le soutenir financièrement et de lui permettre de se dévouer à un nouveau jeu sans s'imposer de délai de réalisation.
Au terme de plusieurs années de développement, Pope propose ensuite en 2018 avec Return of the Obra Dinn un rendu graphique en noir et blanc inspiré des premiers jeux d'aventure graphique et dont l'intrigue exige une dizaine d'heures de réflexion. Le jeu reçoit à son tour un excellent accueil critique et remporte lors des Game Awards 2018 le prix de la meilleure direction artistique, en plus d'être nommé dans la catégorie « meilleur jeu indépendant ».
Le 12 mars 2024 sort le jeu Mars After Midnight (en) sur la console portable Playdate.
Il vit avec son épouse, la programmeuse Keiko Ishizaka, à Saitama au Japon.

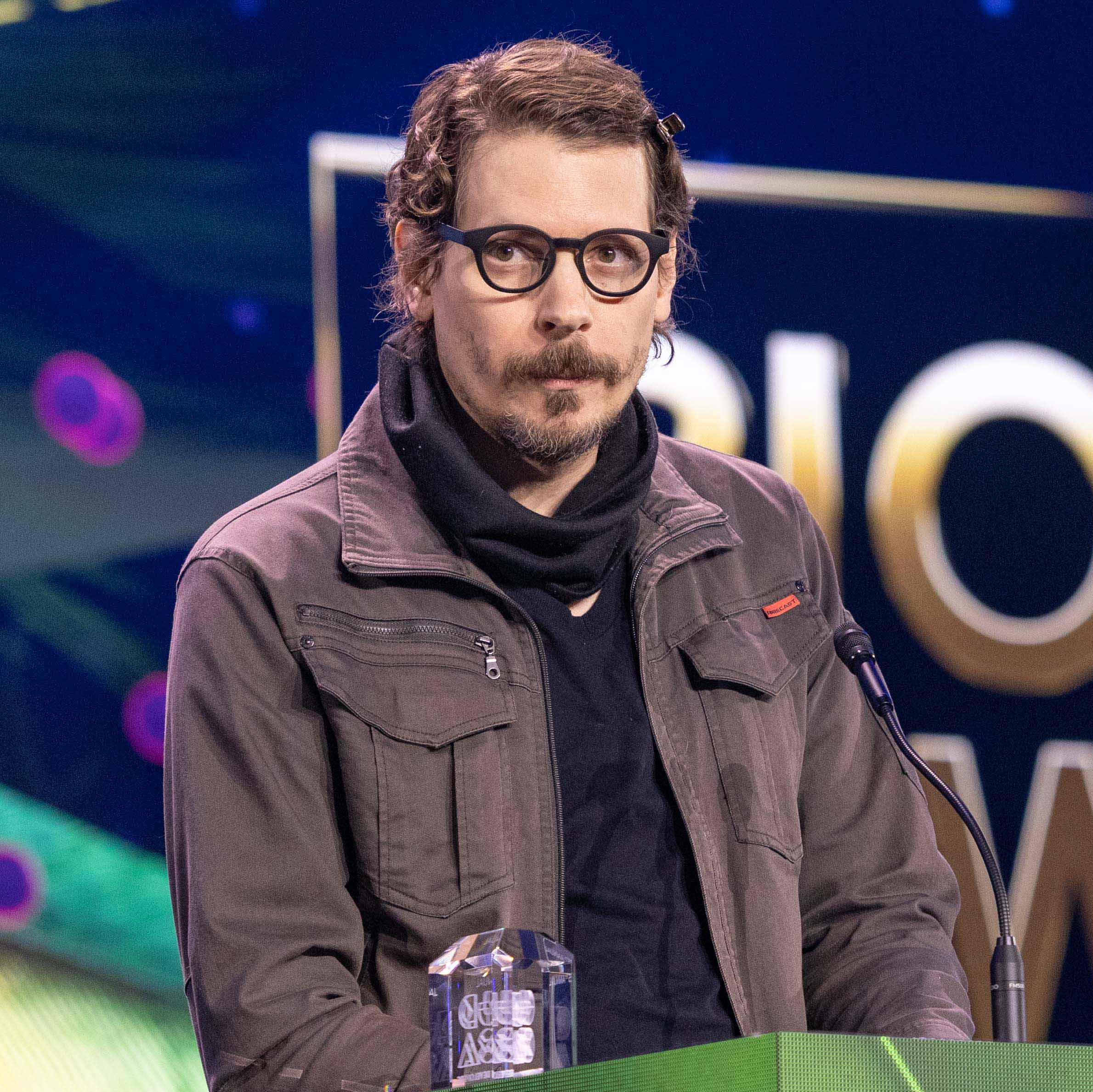
Lucas Pope recevant le Game Developers Choice Award du pionnier en 2025.

Il reçoit en 2025 un Game Developers Choice Award au titre de « pionnier » de l'industrie vidéoludique. Il déclare à cette occasion avoir toujours orienté sa carrière de développeur indépendant autour de projets de jeux qui l'attirent en tant que joueur, et affirme que Mars After Midnight (en) résulte notamment de son souhait de proposer à ses enfants un jeu auquel ils seraient en âge de jouer.

## Ludographie
- 2012 : The Republia Times (Browser web) développé en vue de la Ludum Dare game jam
- 2013 : Papers, Please (Windows, Mac, PS Vita, IPad, IOS, Android)
- 2018 : Return of the Obra Dinn (Windows, Mac, PS4, Xbox one, Switch)
- 2023 : LCD, Please (Browser web) Demake de Papers, Please pour les 10 ans du jeu.
- 2024 : Mars After Midnight (en)(Playdate), Moida Mansion (Browser web)